# Ecatepec (region)
Ecatepec (spanska: Región V Ecatepec) är en region i delstaten Mexiko bildad 2006. Den gränsar till regionerna Tepotzotlán, Tultitlán och Tlalnepantla i väst, Zumpango och Otumba i norr, Texcoco i ost samt till huvudstaden Mexico City och regionen Amecameca i syd.
Hela regionen tillhörde tidigare regionen Zumpango, innan det blev en egen region.

## Kommuner i regionen
Dessa två kommuner ingår i regionen (2020).
- Ecatepec de Morelos
- Tecámac